# Dionychoscelis venata
Dionychoscelis venata är en fjärilsart som beskrevs av Aurivillius 1922. Dionychoscelis venata ingår i släktet Dionychoscelis och familjen björnspinnare. Inga underarter finns listade i Catalogue of Life.